# 1997年のアメリカンリーグチャンピオンシップシリーズ
1997年の野球において、メジャーリーグベースボール（MLB）のポストシーズンは9月30日に開幕した。アメリカンリーグの第27回リーグチャンピオンシップシリーズ（英語: 27th American League Championship Series、以下「リーグ優勝決定戦」と表記）は、10月8日から15日にかけて計6試合が開催された。その結果、クリーブランド・インディアンス（中地区）がボルチモア・オリオールズ（東地区）を4勝2敗で下し、2年ぶり5回目のリーグ優勝およびワールドシリーズ進出を果たした。
この年のレギュラーシーズンでは両球団は11試合対戦し、オリオールズが6勝5敗と勝ち越していた。両球団がポストシーズンで対戦するのは、前年の地区シリーズに次いで2年連続2度目。同シリーズではリーグ最高勝率球団のインディアンスをオリオールズが破ったが、1年後の今シリーズでは逆にオリオールズがリーグ最高勝率球団として出場し、インディアンスに敗れた。オリオールズは、レギュラーシーズン開幕から終了まで一度も地区首位を譲らなかったにもかかわらず、ワールドシリーズ進出を逃した史上初の球団となった。シリーズMVPには、第2戦の8回表に逆転・決勝の3点本塁打を放ち第3戦の延長12回裏にサヨナラの本盗を決めるなど、6試合で打率.261・1本塁打・4打点・OPS.683・3盗塁という成績を残したインディアンスのマーキス・グリッソムが選出された。しかしインディアンスは、ワールドシリーズではナショナルリーグ王者フロリダ・マーリンズに3勝4敗で敗れ、49年ぶり3度目の優勝を逃した。

## 試合結果
1997年のアメリカンリーグ優勝決定戦は10月8日に開幕し、途中に移動日を挟んで8日間で6試合が行われた。日程・結果は以下の通り。
| 日付                                                          | 試合  | ビジター球団（先攻）           | スコア | ホーム球団（後攻）             | 開催球場                 | 開催球場                                                                      |
| ------------------------------------------------------------- | ----- | ------------------------------ | ------ | ------------------------------ | ------------------------ | ----------------------------------------------------------------------------- |
| 10月08日（水）                                                | 第1戦 | クリーブランド・インディアンス | 0－3   | ボルチモア・オリオールズ       | オリオール・パーク       | オリオール・ · パーク・アット・ · カムデン・ヤーズジェイコブス・ · フィールド |
| 10月09日（木）                                                | 第2戦 | クリーブランド・インディアンス | 5－4   | ボルチモア・オリオールズ       | オリオール・パーク       | オリオール・ · パーク・アット・ · カムデン・ヤーズジェイコブス・ · フィールド |
| 10月10日（金）                                                |       | 移動日                         | 移動日 | 移動日                         |                          | オリオール・ · パーク・アット・ · カムデン・ヤーズジェイコブス・ · フィールド |
| 10月11日（土）                                                | 第3戦 | ボルチモア・オリオールズ       | 1－2x  | クリーブランド・インディアンス | ジェイコブス・フィールド | オリオール・ · パーク・アット・ · カムデン・ヤーズジェイコブス・ · フィールド |
| 10月12日（日）                                                | 第4戦 | ボルチモア・オリオールズ       | 7－8x  | クリーブランド・インディアンス | ジェイコブス・フィールド | オリオール・ · パーク・アット・ · カムデン・ヤーズジェイコブス・ · フィールド |
| 10月13日（月）                                                | 第5戦 | ボルチモア・オリオールズ       | 4－2   | クリーブランド・インディアンス | ジェイコブス・フィールド | オリオール・ · パーク・アット・ · カムデン・ヤーズジェイコブス・ · フィールド |
| 10月14日（火）                                                |       | 移動日                         | 移動日 | 移動日                         |                          | オリオール・ · パーク・アット・ · カムデン・ヤーズジェイコブス・ · フィールド |
| 10月15日（水）                                                | 第6戦 | クリーブランド・インディアンス | 1－0   | ボルチモア・オリオールズ       | オリオール・パーク       | オリオール・ · パーク・アット・ · カムデン・ヤーズジェイコブス・ · フィールド |
| 優勝：クリーブランド・インディアンス（4勝2敗 / 2年ぶり5度目） |       |                                |        |                                |                          | オリオール・ · パーク・アット・ · カムデン・ヤーズジェイコブス・ · フィールド |

### 第1戦 10月8日
- オリオール・パーク・アット・カムデン・ヤーズ（メリーランド州ボルチモア）

|                                | 1 | 2 | 3 | 4 | 5 | 6 | 7 | 8 | 9 | R | H | E |
| ------------------------------ | - | - | - | - | - | - | - | - | - | - | - | - |
| クリーブランド・インディアンス | 0 | 0 | 0 | 0 | 0 | 0 | 0 | 0 | 0 | 0 | 4 | 1 |
| ボルチモア・オリオールズ       | 1 | 0 | 2 | 0 | 0 | 0 | 0 | 0 | X | 3 | 6 | 1 |

1. 勝利：スコット・エリクソン（1勝）
2. セーブ：ランディ・マイヤーズ（1S）
3. 敗戦：チャド・オージェイ（1敗）
4. 本塁打
BAL：ブレイディ・アンダーソン1号ソロ、ロベルト・アロマー1号2ラン
5. 審判
［球審］ジョー・ブリンクマン
［塁審］一塁: ジム・ジョイス、二塁: ジョン・ハーシュベック、三塁: ダーウッド・メリル
［外審］左翼: ラリー・マッコイ、右翼: マイク・ライリー
6. 試合開始時刻: 東部夏時間（UTC-4）午後8時5分  試合時間: 2時間33分  観客: 4万9029人  気温: 75°F（23.9°C）
詳細: MLB.com Gameday / Baseball-Reference.com

| クリーブランド・インディアンス | クリーブランド・インディアンス | クリーブランド・インディアンス | クリーブランド・インディアンス | クリーブランド・インディアンス                                                                                                   | ボルチモア・オリオールズ | ボルチモア・オリオールズ | ボルチモア・オリオールズ | ボルチモア・オリオールズ | ボルチモア・オリオールズ |
| ------------------------------ | ------------------------------ | ------------------------------ | ------------------------------ | --- | ------------------------ | ------------------------ | ------------------------ | ------------------------ | --- |
| 打順                           | 守備                           | 選手                           | 打席                           | C・オージェイS・アロマーJr.J・トーミB・ロバーツM・ウィリ · アムズO・ビスケルB・ジャイルズM・グリッソムM・ラミレスD・ジャスティス | 打順                     | 守備                     | 選手                     | 打席                     | S・エリクソンL・ウェブスターR・パルメイロR・アロマーC・リプケンJr.M・ボーディックB・サーホフB・アンダーソンG・ベローアH・ベインズ |
| 1                              | 二                             | B・ロバーツ                    | 両                             | C・オージェイS・アロマーJr.J・トーミB・ロバーツM・ウィリ · アムズO・ビスケルB・ジャイルズM・グリッソムM・ラミレスD・ジャスティス | 1                        | 中                       | B・アンダーソン          | 左                       | S・エリクソンL・ウェブスターR・パルメイロR・アロマーC・リプケンJr.M・ボーディックB・サーホフB・アンダーソンG・ベローアH・ベインズ |
| 2                              | 遊                             | O・ビスケル                    | 両                             | C・オージェイS・アロマーJr.J・トーミB・ロバーツM・ウィリ · アムズO・ビスケルB・ジャイルズM・グリッソムM・ラミレスD・ジャスティス | 2                        | 二                       | R・アロマー              | 両                       | S・エリクソンL・ウェブスターR・パルメイロR・アロマーC・リプケンJr.M・ボーディックB・サーホフB・アンダーソンG・ベローアH・ベインズ |
| 3                              | 右                             | M・ラミレス                    | 右                             | C・オージェイS・アロマーJr.J・トーミB・ロバーツM・ウィリ · アムズO・ビスケルB・ジャイルズM・グリッソムM・ラミレスD・ジャスティス | 3                        | 右                       | G・ベローア              | 右                       | S・エリクソンL・ウェブスターR・パルメイロR・アロマーC・リプケンJr.M・ボーディックB・サーホフB・アンダーソンG・ベローアH・ベインズ |
| 4                              | 一                             | J・トーミ                      | 左                             | C・オージェイS・アロマーJr.J・トーミB・ロバーツM・ウィリ · アムズO・ビスケルB・ジャイルズM・グリッソムM・ラミレスD・ジャスティス | 4                        | 一                       | R・パルメイロ            | 左                       | S・エリクソンL・ウェブスターR・パルメイロR・アロマーC・リプケンJr.M・ボーディックB・サーホフB・アンダーソンG・ベローアH・ベインズ |
| 5                              | DH                             | D・ジャスティス                | 左                             | C・オージェイS・アロマーJr.J・トーミB・ロバーツM・ウィリ · アムズO・ビスケルB・ジャイルズM・グリッソムM・ラミレスD・ジャスティス | 5                        | 左                       | B・サーホフ              | 左                       | S・エリクソンL・ウェブスターR・パルメイロR・アロマーC・リプケンJr.M・ボーディックB・サーホフB・アンダーソンG・ベローアH・ベインズ |
| 6                              | 三                             | M・ウィリアムズ                | 右                             | C・オージェイS・アロマーJr.J・トーミB・ロバーツM・ウィリ · アムズO・ビスケルB・ジャイルズM・グリッソムM・ラミレスD・ジャスティス | 6                        | 三                       | C・リプケンJr.           | 右                       | S・エリクソンL・ウェブスターR・パルメイロR・アロマーC・リプケンJr.M・ボーディックB・サーホフB・アンダーソンG・ベローアH・ベインズ |
| 7                              | 捕                             | S・アロマーJr.                 | 右                             | C・オージェイS・アロマーJr.J・トーミB・ロバーツM・ウィリ · アムズO・ビスケルB・ジャイルズM・グリッソムM・ラミレスD・ジャスティス | 7                        | DH                       | H・ベインズ              | 左                       | S・エリクソンL・ウェブスターR・パルメイロR・アロマーC・リプケンJr.M・ボーディックB・サーホフB・アンダーソンG・ベローアH・ベインズ |
| 8                              | 左                             | B・ジャイルズ                  | 左                             | C・オージェイS・アロマーJr.J・トーミB・ロバーツM・ウィリ · アムズO・ビスケルB・ジャイルズM・グリッソムM・ラミレスD・ジャスティス | 8                        | 捕                       | L・ウェブスター          | 右                       | S・エリクソンL・ウェブスターR・パルメイロR・アロマーC・リプケンJr.M・ボーディックB・サーホフB・アンダーソンG・ベローアH・ベインズ |
| 9                              | 中                             | M・グリッソム                  | 右                             | C・オージェイS・アロマーJr.J・トーミB・ロバーツM・ウィリ · アムズO・ビスケルB・ジャイルズM・グリッソムM・ラミレスD・ジャスティス | 9                        | 遊                       | M・ボーディック          | 右                       | S・エリクソンL・ウェブスターR・パルメイロR・アロマーC・リプケンJr.M・ボーディックB・サーホフB・アンダーソンG・ベローアH・ベインズ |
| 先発投手                       | 先発投手                       | 先発投手                       | 投球                           | C・オージェイS・アロマーJr.J・トーミB・ロバーツM・ウィリ · アムズO・ビスケルB・ジャイルズM・グリッソムM・ラミレスD・ジャスティス | 先発投手                 | 先発投手                 | 先発投手                 | 投球                     | S・エリクソンL・ウェブスターR・パルメイロR・アロマーC・リプケンJr.M・ボーディックB・サーホフB・アンダーソンG・ベローアH・ベインズ |
| C・オージェイ                  | C・オージェイ                  | C・オージェイ                  | 右                             | C・オージェイS・アロマーJr.J・トーミB・ロバーツM・ウィリ · アムズO・ビスケルB・ジャイルズM・グリッソムM・ラミレスD・ジャスティス | S・エリクソン            | S・エリクソン            | S・エリクソン            | 右                       | S・エリクソンL・ウェブスターR・パルメイロR・アロマーC・リプケンJr.M・ボーディックB・サーホフB・アンダーソンG・ベローアH・ベインズ |

### 第2戦 10月9日
- オリオール・パーク・アット・カムデン・ヤーズ（メリーランド州ボルチモア）

|                                | 1 | 2 | 3 | 4 | 5 | 6 | 7 | 8 | 9 | R | H | E |
| ------------------------------ | - | - | - | - | - | - | - | - | - | - | - | - |
| クリーブランド・インディアンス | 2 | 0 | 0 | 0 | 0 | 0 | 0 | 3 | 0 | 5 | 6 | 3 |
| ボルチモア・オリオールズ       | 0 | 2 | 0 | 0 | 0 | 2 | 0 | 0 | 0 | 4 | 8 | 1 |

1. 勝利：ポール・アッセンマッカー（1勝）
2. セーブ：ホセ・メサ（1S）
3. 敗戦：アーマンド・ベニテス（1敗）
4. 本塁打
CLE：マニー・ラミレス1号2ラン、マーキス・グリッソム1号3ラン
BAL：カル・リプケン・ジュニア1号2ラン
5. 審判
［球審］ジム・ジョイス
［塁審］一塁: ジョン・ハーシュベック、二塁: ダーウッド・メリル、三塁: ラリー・マッコイ
［外審］左翼: マイク・ライリー、右翼: ジョー・ブリンクマン
6. 試合開始時刻: 東部夏時間（UTC-4）午後8時13分  試合時間: 3時間53分  観客: 4万9131人  気温: 75°F（23.9°C）
詳細: Gameday / Baseball-Reference.com

| クリーブランド・インディアンス | クリーブランド・インディアンス | クリーブランド・インディアンス | クリーブランド・インディアンス | クリーブランド・インディアンス | ボルチモア・オリオールズ | ボルチモア・オリオールズ | ボルチモア・オリオールズ | ボルチモア・オリオールズ | ボルチモア・オリオールズ                                                                                                |
| ------------------------------ | ------------------------------ | ------------------------------ | ------------------------------ | --- | ------------------------ | ------------------------ | ------------------------ | ------------------------ | --- |
| 打順                           | 守備                           | 選手                           | 打席                           | C・ナギーS・アロマーJr.K・サイツァーT・フェルナンデスM・ウィリ · アムズO・ビスケルB・ロバーツM・グリッソムM・ラミレスD・ジャスティス | 打順                     | 守備                     | 選手                     | 打席                     | J・キーC・ホイルズR・パルメイロR・アロマーC・リプケンJr.M・ボーディックB・サーホフB・アンダーソンE・デービスH・ベインズ |
| 1                              | 左                             | B・ロバーツ                    | 両                             | C・ナギーS・アロマーJr.K・サイツァーT・フェルナンデスM・ウィリ · アムズO・ビスケルB・ロバーツM・グリッソムM・ラミレスD・ジャスティス | 1                        | 中                       | B・アンダーソン          | 左                       | J・キーC・ホイルズR・パルメイロR・アロマーC・リプケンJr.M・ボーディックB・サーホフB・アンダーソンE・デービスH・ベインズ |
| 2                              | 遊                             | O・ビスケル                    | 両                             | C・ナギーS・アロマーJr.K・サイツァーT・フェルナンデスM・ウィリ · アムズO・ビスケルB・ロバーツM・グリッソムM・ラミレスD・ジャスティス | 2                        | 二                       | R・アロマー              | 両                       | J・キーC・ホイルズR・パルメイロR・アロマーC・リプケンJr.M・ボーディックB・サーホフB・アンダーソンE・デービスH・ベインズ |
| 3                              | 右                             | M・ラミレス                    | 右                             | C・ナギーS・アロマーJr.K・サイツァーT・フェルナンデスM・ウィリ · アムズO・ビスケルB・ロバーツM・グリッソムM・ラミレスD・ジャスティス | 3                        | 右                       | E・デービス              | 右                       | J・キーC・ホイルズR・パルメイロR・アロマーC・リプケンJr.M・ボーディックB・サーホフB・アンダーソンE・デービスH・ベインズ |
| 4                              | 三                             | M・ウィリアムズ                | 右                             | C・ナギーS・アロマーJr.K・サイツァーT・フェルナンデスM・ウィリ · アムズO・ビスケルB・ロバーツM・グリッソムM・ラミレスD・ジャスティス | 4                        | 一                       | R・パルメイロ            | 左                       | J・キーC・ホイルズR・パルメイロR・アロマーC・リプケンJr.M・ボーディックB・サーホフB・アンダーソンE・デービスH・ベインズ |
| 5                              | DH                             | D・ジャスティス                | 左                             | C・ナギーS・アロマーJr.K・サイツァーT・フェルナンデスM・ウィリ · アムズO・ビスケルB・ロバーツM・グリッソムM・ラミレスD・ジャスティス | 5                        | 左                       | B・サーホフ              | 左                       | J・キーC・ホイルズR・パルメイロR・アロマーC・リプケンJr.M・ボーディックB・サーホフB・アンダーソンE・デービスH・ベインズ |
| 6                              | 捕                             | S・アロマーJr.                 | 右                             | C・ナギーS・アロマーJr.K・サイツァーT・フェルナンデスM・ウィリ · アムズO・ビスケルB・ロバーツM・グリッソムM・ラミレスD・ジャスティス | 6                        | 三                       | C・リプケンJr.           | 右                       | J・キーC・ホイルズR・パルメイロR・アロマーC・リプケンJr.M・ボーディックB・サーホフB・アンダーソンE・デービスH・ベインズ |
| 7                              | 二                             | T・フェルナンデス              | 両                             | C・ナギーS・アロマーJr.K・サイツァーT・フェルナンデスM・ウィリ · アムズO・ビスケルB・ロバーツM・グリッソムM・ラミレスD・ジャスティス | 7                        | DH                       | H・ベインズ              | 左                       | J・キーC・ホイルズR・パルメイロR・アロマーC・リプケンJr.M・ボーディックB・サーホフB・アンダーソンE・デービスH・ベインズ |
| 8                              | 一                             | K・サイツァー                  | 右                             | C・ナギーS・アロマーJr.K・サイツァーT・フェルナンデスM・ウィリ · アムズO・ビスケルB・ロバーツM・グリッソムM・ラミレスD・ジャスティス | 8                        | 捕                       | C・ホイルズ              | 右                       | J・キーC・ホイルズR・パルメイロR・アロマーC・リプケンJr.M・ボーディックB・サーホフB・アンダーソンE・デービスH・ベインズ |
| 9                              | 中                             | M・グリッソム                  | 右                             | C・ナギーS・アロマーJr.K・サイツァーT・フェルナンデスM・ウィリ · アムズO・ビスケルB・ロバーツM・グリッソムM・ラミレスD・ジャスティス | 9                        | 遊                       | M・ボーディック          | 右                       | J・キーC・ホイルズR・パルメイロR・アロマーC・リプケンJr.M・ボーディックB・サーホフB・アンダーソンE・デービスH・ベインズ |
| 先発投手                       | 先発投手                       | 先発投手                       | 投球                           | C・ナギーS・アロマーJr.K・サイツァーT・フェルナンデスM・ウィリ · アムズO・ビスケルB・ロバーツM・グリッソムM・ラミレスD・ジャスティス | 先発投手                 | 先発投手                 | 先発投手                 | 投球                     | J・キーC・ホイルズR・パルメイロR・アロマーC・リプケンJr.M・ボーディックB・サーホフB・アンダーソンE・デービスH・ベインズ |
| C・ナギー                      | C・ナギー                      | C・ナギー                      | 右                             | C・ナギーS・アロマーJr.K・サイツァーT・フェルナンデスM・ウィリ · アムズO・ビスケルB・ロバーツM・グリッソムM・ラミレスD・ジャスティス | J・キー                  | J・キー                  | J・キー                  | 左                       | J・キーC・ホイルズR・パルメイロR・アロマーC・リプケンJr.M・ボーディックB・サーホフB・アンダーソンE・デービスH・ベインズ |

### 第3戦 10月11日
- ジェイコブス・フィールド（オハイオ州クリーブランド）

|                                | 1 | 2 | 3 | 4 | 5 | 6 | 7 | 8 | 9 | 10 | 11 | 12 | R | H | E |
| ------------------------------ | - | - | - | - | - | - | - | - | - | -- | -- | -- | - | - | - |
| ボルチモア・オリオールズ       | 0 | 0 | 0 | 0 | 0 | 0 | 0 | 0 | 1 | 0  | 0  | 0  | 1 | 8 | 1 |
| クリーブランド・インディアンス | 0 | 0 | 0 | 0 | 0 | 0 | 1 | 0 | 0 | 0  | 0  | 1x | 2 | 6 | 0 |

1. 勝利：エリック・プランク（1勝）
2. 敗戦：ランディ・マイヤーズ（1敗1S）
3. 審判
［球審］ジョン・ハーシュベック
［塁審］一塁: ダーウッド・メリル、二塁: ラリー・マッコイ、三塁: マイク・ライリー
［外審］左翼: ジョー・ブリンクマン、右翼: ジム・ジョイス
4. 試合開始時刻: 東部夏時間（UTC-4）午後4時17分  試合時間: 4時間51分  観客: 4万5057人  気温: 60°F（15.6°C）
詳細: MLB.com Gameday / Baseball-Reference.com

| ボルチモア・オリオールズ | ボルチモア・オリオールズ | ボルチモア・オリオールズ | ボルチモア・オリオールズ | ボルチモア・オリオールズ | クリーブランド・インディアンス | クリーブランド・インディアンス | クリーブランド・インディアンス | クリーブランド・インディアンス | クリーブランド・インディアンス |
| ------------------------ | ------------------------ | ------------------------ | ------------------------ | --- | ------------------------------ | ------------------------------ | ------------------------------ | ------------------------------ | --- |
| 打順                     | 守備                     | 選手                     | 打席                     | M・ムッシーナC・ホイルズR・パルメイロR・アロマーC・リプケンJr.M・ボーディックB・サーホフB・アンダーソンE・デービスH・ベインズ | 打順                           | 守備                           | 選手                           | 打席                           | O・ハーシュハイザーS・アロマーJr.J・トーミB・ロバーツM・ウィリ · アムズO・ビスケルB・ジャイルズM・グリッソムM・ラミレスD・ジャスティス |
| 1                        | 中                       | B・アンダーソン          | 左                       | M・ムッシーナC・ホイルズR・パルメイロR・アロマーC・リプケンJr.M・ボーディックB・サーホフB・アンダーソンE・デービスH・ベインズ | 1                              | 二                             | B・ロバーツ                    | 両                             | O・ハーシュハイザーS・アロマーJr.J・トーミB・ロバーツM・ウィリ · アムズO・ビスケルB・ジャイルズM・グリッソムM・ラミレスD・ジャスティス |
| 2                        | 二                       | R・アロマー              | 両                       | M・ムッシーナC・ホイルズR・パルメイロR・アロマーC・リプケンJr.M・ボーディックB・サーホフB・アンダーソンE・デービスH・ベインズ | 2                              | 遊                             | O・ビスケル                    | 両                             | O・ハーシュハイザーS・アロマーJr.J・トーミB・ロバーツM・ウィリ · アムズO・ビスケルB・ジャイルズM・グリッソムM・ラミレスD・ジャスティス |
| 3                        | 右                       | E・デービス              | 右                       | M・ムッシーナC・ホイルズR・パルメイロR・アロマーC・リプケンJr.M・ボーディックB・サーホフB・アンダーソンE・デービスH・ベインズ | 3                              | 右                             | M・ラミレス                    | 右                             | O・ハーシュハイザーS・アロマーJr.J・トーミB・ロバーツM・ウィリ · アムズO・ビスケルB・ジャイルズM・グリッソムM・ラミレスD・ジャスティス |
| 4                        | 一                       | R・パルメイロ            | 左                       | M・ムッシーナC・ホイルズR・パルメイロR・アロマーC・リプケンJr.M・ボーディックB・サーホフB・アンダーソンE・デービスH・ベインズ | 4                              | 一                             | J・トーミ                      | 左                             | O・ハーシュハイザーS・アロマーJr.J・トーミB・ロバーツM・ウィリ · アムズO・ビスケルB・ジャイルズM・グリッソムM・ラミレスD・ジャスティス |
| 5                        | 左                       | B・サーホフ              | 左                       | M・ムッシーナC・ホイルズR・パルメイロR・アロマーC・リプケンJr.M・ボーディックB・サーホフB・アンダーソンE・デービスH・ベインズ | 5                              | DH                             | D・ジャスティス                | 左                             | O・ハーシュハイザーS・アロマーJr.J・トーミB・ロバーツM・ウィリ · アムズO・ビスケルB・ジャイルズM・グリッソムM・ラミレスD・ジャスティス |
| 6                        | 三                       | C・リプケンJr.           | 右                       | M・ムッシーナC・ホイルズR・パルメイロR・アロマーC・リプケンJr.M・ボーディックB・サーホフB・アンダーソンE・デービスH・ベインズ | 6                              | 三                             | M・ウィリアムズ                | 右                             | O・ハーシュハイザーS・アロマーJr.J・トーミB・ロバーツM・ウィリ · アムズO・ビスケルB・ジャイルズM・グリッソムM・ラミレスD・ジャスティス |
| 7                        | DH                       | H・ベインズ              | 左                       | M・ムッシーナC・ホイルズR・パルメイロR・アロマーC・リプケンJr.M・ボーディックB・サーホフB・アンダーソンE・デービスH・ベインズ | 7                              | 捕                             | S・アロマーJr.                 | 右                             | O・ハーシュハイザーS・アロマーJr.J・トーミB・ロバーツM・ウィリ · アムズO・ビスケルB・ジャイルズM・グリッソムM・ラミレスD・ジャスティス |
| 8                        | 捕                       | C・ホイルズ              | 右                       | M・ムッシーナC・ホイルズR・パルメイロR・アロマーC・リプケンJr.M・ボーディックB・サーホフB・アンダーソンE・デービスH・ベインズ | 8                              | 左                             | B・ジャイルズ                  | 左                             | O・ハーシュハイザーS・アロマーJr.J・トーミB・ロバーツM・ウィリ · アムズO・ビスケルB・ジャイルズM・グリッソムM・ラミレスD・ジャスティス |
| 9                        | 遊                       | M・ボーディック          | 右                       | M・ムッシーナC・ホイルズR・パルメイロR・アロマーC・リプケンJr.M・ボーディックB・サーホフB・アンダーソンE・デービスH・ベインズ | 9                              | 中                             | M・グリッソム                  | 右                             | O・ハーシュハイザーS・アロマーJr.J・トーミB・ロバーツM・ウィリ · アムズO・ビスケルB・ジャイルズM・グリッソムM・ラミレスD・ジャスティス |
| 先発投手                 | 先発投手                 | 先発投手                 | 投球                     | M・ムッシーナC・ホイルズR・パルメイロR・アロマーC・リプケンJr.M・ボーディックB・サーホフB・アンダーソンE・デービスH・ベインズ | 先発投手                       | 先発投手                       | 先発投手                       | 投球                           | O・ハーシュハイザーS・アロマーJr.J・トーミB・ロバーツM・ウィリ · アムズO・ビスケルB・ジャイルズM・グリッソムM・ラミレスD・ジャスティス |
| M・ムッシーナ            | M・ムッシーナ            | M・ムッシーナ            | 右                       | M・ムッシーナC・ホイルズR・パルメイロR・アロマーC・リプケンJr.M・ボーディックB・サーホフB・アンダーソンE・デービスH・ベインズ | O・ハーシュハイザー            | O・ハーシュハイザー            | O・ハーシュハイザー            | 右                             | O・ハーシュハイザーS・アロマーJr.J・トーミB・ロバーツM・ウィリ · アムズO・ビスケルB・ジャイルズM・グリッソムM・ラミレスD・ジャスティス |

### 第4戦 10月12日
- ジェイコブス・フィールド（オハイオ州クリーブランド）

|                                | 1 | 2 | 3 | 4 | 5 | 6 | 7 | 8 | 9  | R | H  | E |
| ------------------------------ | - | - | - | - | - | - | - | - | -- | - | -- | - |
| ボルチモア・オリオールズ       | 0 | 1 | 4 | 0 | 0 | 0 | 1 | 0 | 1  | 7 | 12 | 2 |
| クリーブランド・インディアンス | 0 | 2 | 0 | 1 | 4 | 0 | 0 | 0 | 1x | 8 | 13 | 0 |

1. 勝利：ホセ・メサ（1勝1S）
2. 敗戦：アラン・ミルズ（1敗）
3. 本塁打
BAL：ブレイディ・アンダーソン2号ソロ、ハロルド・ベインズ1号2ラン、ラファエル・パルメイロ1号ソロ
CLE：サンディー・アロマー・ジュニア1号2ラン、マニー・ラミレス2号ソロ
4. 審判
［球審］ダーウッド・メリル
［塁審］一塁: ラリー・マッコイ、二塁: マイク・ライリー、三塁: ジョー・ブリンクマン
［外審］左翼: ジム・ジョイス、右翼: ジョン・ハーシュベック
5. 試合開始時刻: 東部夏時間（UTC-4）午後7時34分  試合時間: 3時間32分  観客: 4万5081人  気温: 70°F（21.1°C）
詳細: MLB.com Gameday / Baseball-Reference.com

| ボルチモア・オリオールズ | ボルチモア・オリオールズ | ボルチモア・オリオールズ | ボルチモア・オリオールズ | ボルチモア・オリオールズ | クリーブランド・インディアンス | クリーブランド・インディアンス | クリーブランド・インディアンス | クリーブランド・インディアンス | クリーブランド・インディアンス                                                                                               |
| ------------------------ | ------------------------ | ------------------------ | ------------------------ | --- | ------------------------------ | ------------------------------ | ------------------------------ | ------------------------------ | --- |
| 打順                     | 守備                     | 選手                     | 打席                     | S・エリクソンL・ウェブスターR・パルメイロR・アロマーC・リプケンJr.M・ボーディックB・サーホフB・アンダーソンG・ベローアH・ベインズ | 打順                           | 守備                           | 選手                           | 打席                           | J・ライトS・アロマーJr.J・トーミB・ロバーツM・ウィリ · アムズO・ビスケルB・ジャイルズM・グリッソムM・ラミレスD・ジャスティス |
| 1                        | 中                       | B・アンダーソン          | 左                       | S・エリクソンL・ウェブスターR・パルメイロR・アロマーC・リプケンJr.M・ボーディックB・サーホフB・アンダーソンG・ベローアH・ベインズ | 1                              | 二                             | B・ロバーツ                    | 両                             | J・ライトS・アロマーJr.J・トーミB・ロバーツM・ウィリ · アムズO・ビスケルB・ジャイルズM・グリッソムM・ラミレスD・ジャスティス |
| 2                        | 二                       | R・アロマー              | 両                       | S・エリクソンL・ウェブスターR・パルメイロR・アロマーC・リプケンJr.M・ボーディックB・サーホフB・アンダーソンG・ベローアH・ベインズ | 2                              | 遊                             | O・ビスケル                    | 両                             | J・ライトS・アロマーJr.J・トーミB・ロバーツM・ウィリ · アムズO・ビスケルB・ジャイルズM・グリッソムM・ラミレスD・ジャスティス |
| 3                        | 右                       | G・ベローア              | 右                       | S・エリクソンL・ウェブスターR・パルメイロR・アロマーC・リプケンJr.M・ボーディックB・サーホフB・アンダーソンG・ベローアH・ベインズ | 3                              | 右                             | M・ラミレス                    | 右                             | J・ライトS・アロマーJr.J・トーミB・ロバーツM・ウィリ · アムズO・ビスケルB・ジャイルズM・グリッソムM・ラミレスD・ジャスティス |
| 4                        | DH                       | H・ベインズ              | 左                       | S・エリクソンL・ウェブスターR・パルメイロR・アロマーC・リプケンJr.M・ボーディックB・サーホフB・アンダーソンG・ベローアH・ベインズ | 4                              | 一                             | J・トーミ                      | 左                             | J・ライトS・アロマーJr.J・トーミB・ロバーツM・ウィリ · アムズO・ビスケルB・ジャイルズM・グリッソムM・ラミレスD・ジャスティス |
| 5                        | 一                       | R・パルメイロ            | 左                       | S・エリクソンL・ウェブスターR・パルメイロR・アロマーC・リプケンJr.M・ボーディックB・サーホフB・アンダーソンG・ベローアH・ベインズ | 5                              | DH                             | D・ジャスティス                | 左                             | J・ライトS・アロマーJr.J・トーミB・ロバーツM・ウィリ · アムズO・ビスケルB・ジャイルズM・グリッソムM・ラミレスD・ジャスティス |
| 6                        | 三                       | C・リプケンJr.           | 右                       | S・エリクソンL・ウェブスターR・パルメイロR・アロマーC・リプケンJr.M・ボーディックB・サーホフB・アンダーソンG・ベローアH・ベインズ | 6                              | 三                             | M・ウィリアムズ                | 右                             | J・ライトS・アロマーJr.J・トーミB・ロバーツM・ウィリ · アムズO・ビスケルB・ジャイルズM・グリッソムM・ラミレスD・ジャスティス |
| 7                        | 左                       | B・サーホフ              | 左                       | S・エリクソンL・ウェブスターR・パルメイロR・アロマーC・リプケンJr.M・ボーディックB・サーホフB・アンダーソンG・ベローアH・ベインズ | 7                              | 捕                             | S・アロマーJr.                 | 右                             | J・ライトS・アロマーJr.J・トーミB・ロバーツM・ウィリ · アムズO・ビスケルB・ジャイルズM・グリッソムM・ラミレスD・ジャスティス |
| 8                        | 捕                       | L・ウェブスター          | 右                       | S・エリクソンL・ウェブスターR・パルメイロR・アロマーC・リプケンJr.M・ボーディックB・サーホフB・アンダーソンG・ベローアH・ベインズ | 8                              | 左                             | B・ジャイルズ                  | 左                             | J・ライトS・アロマーJr.J・トーミB・ロバーツM・ウィリ · アムズO・ビスケルB・ジャイルズM・グリッソムM・ラミレスD・ジャスティス |
| 9                        | 遊                       | M・ボーディック          | 右                       | S・エリクソンL・ウェブスターR・パルメイロR・アロマーC・リプケンJr.M・ボーディックB・サーホフB・アンダーソンG・ベローアH・ベインズ | 9                              | 中                             | M・グリッソム                  | 右                             | J・ライトS・アロマーJr.J・トーミB・ロバーツM・ウィリ · アムズO・ビスケルB・ジャイルズM・グリッソムM・ラミレスD・ジャスティス |
| 先発投手                 | 先発投手                 | 先発投手                 | 投球                     | S・エリクソンL・ウェブスターR・パルメイロR・アロマーC・リプケンJr.M・ボーディックB・サーホフB・アンダーソンG・ベローアH・ベインズ | 先発投手                       | 先発投手                       | 先発投手                       | 投球                           | J・ライトS・アロマーJr.J・トーミB・ロバーツM・ウィリ · アムズO・ビスケルB・ジャイルズM・グリッソムM・ラミレスD・ジャスティス |
| S・エリクソン            | S・エリクソン            | S・エリクソン            | 右                       | S・エリクソンL・ウェブスターR・パルメイロR・アロマーC・リプケンJr.M・ボーディックB・サーホフB・アンダーソンG・ベローアH・ベインズ | J・ライト                      | J・ライト                      | J・ライト                      | 右                             | J・ライトS・アロマーJr.J・トーミB・ロバーツM・ウィリ · アムズO・ビスケルB・ジャイルズM・グリッソムM・ラミレスD・ジャスティス |

### 第5戦 10月13日
- ジェイコブス・フィールド（オハイオ州クリーブランド）

|                                | 1 | 2 | 3 | 4 | 5 | 6 | 7 | 8 | 9 | R | H  | E |
| ------------------------------ | - | - | - | - | - | - | - | - | - | - | -- | - |
| ボルチモア・オリオールズ       | 0 | 0 | 2 | 0 | 0 | 0 | 0 | 0 | 2 | 4 | 10 | 0 |
| クリーブランド・インディアンス | 0 | 0 | 0 | 0 | 0 | 0 | 0 | 0 | 2 | 2 | 8  | 1 |

1. 勝利：スコット・カミニキー（1勝）
2. 敗戦：チャド・オージェイ（2敗）
3. 本塁打
BAL：エリック・デービス1号ソロ
4. 審判
［球審］ラリー・マッコイ
［塁審］一塁: マイク・ライリー、二塁: ジョー・ブリンクマン、三塁: ジム・ジョイス
［外審］左翼: ジョン・ハーシュベック、右翼: ダーウッド・メリル
5. 試合開始時刻: 東部夏時間（UTC-4）午後8時11分  試合時間: 3時間8分  観客: 4万5068人  気温: 74°F（23.3°C）
詳細: MLB.com Gameday / Baseball-Reference.com

| ボルチモア・オリオールズ | ボルチモア・オリオールズ | ボルチモア・オリオールズ | ボルチモア・オリオールズ | ボルチモア・オリオールズ | クリーブランド・インディアンス | クリーブランド・インディアンス | クリーブランド・インディアンス | クリーブランド・インディアンス | クリーブランド・インディアンス                                                                                                   |
| ------------------------ | ------------------------ | ------------------------ | ------------------------ | --- | ------------------------------ | ------------------------------ | ------------------------------ | ------------------------------ | --- |
| 打順                     | 守備                     | 選手                     | 打席                     | S・カミニキーC・ホイルズR・パルメイロR・アロマーC・リプケンJr.M・ボーディックB・サーホフB・アンダーソンG・ベローアH・ベインズ | 打順                           | 守備                           | 選手                           | 打席                           | C・オージェイS・アロマーJr.J・トーミB・ロバーツM・ウィリ · アムズO・ビスケルB・ジャイルズM・グリッソムM・ラミレスD・ジャスティス |
| 1                        | 中                       | B・アンダーソン          | 左                       | S・カミニキーC・ホイルズR・パルメイロR・アロマーC・リプケンJr.M・ボーディックB・サーホフB・アンダーソンG・ベローアH・ベインズ | 1                              | 二                             | B・ロバーツ                    | 両                             | C・オージェイS・アロマーJr.J・トーミB・ロバーツM・ウィリ · アムズO・ビスケルB・ジャイルズM・グリッソムM・ラミレスD・ジャスティス |
| 2                        | 二                       | R・アロマー              | 両                       | S・カミニキーC・ホイルズR・パルメイロR・アロマーC・リプケンJr.M・ボーディックB・サーホフB・アンダーソンG・ベローアH・ベインズ | 2                              | 遊                             | O・ビスケル                    | 両                             | C・オージェイS・アロマーJr.J・トーミB・ロバーツM・ウィリ · アムズO・ビスケルB・ジャイルズM・グリッソムM・ラミレスD・ジャスティス |
| 3                        | 右                       | G・ベローア              | 右                       | S・カミニキーC・ホイルズR・パルメイロR・アロマーC・リプケンJr.M・ボーディックB・サーホフB・アンダーソンG・ベローアH・ベインズ | 3                              | 右                             | M・ラミレス                    | 右                             | C・オージェイS・アロマーJr.J・トーミB・ロバーツM・ウィリ · アムズO・ビスケルB・ジャイルズM・グリッソムM・ラミレスD・ジャスティス |
| 4                        | DH                       | H・ベインズ              | 左                       | S・カミニキーC・ホイルズR・パルメイロR・アロマーC・リプケンJr.M・ボーディックB・サーホフB・アンダーソンG・ベローアH・ベインズ | 4                              | 一                             | J・トーミ                      | 左                             | C・オージェイS・アロマーJr.J・トーミB・ロバーツM・ウィリ · アムズO・ビスケルB・ジャイルズM・グリッソムM・ラミレスD・ジャスティス |
| 5                        | 一                       | R・パルメイロ            | 左                       | S・カミニキーC・ホイルズR・パルメイロR・アロマーC・リプケンJr.M・ボーディックB・サーホフB・アンダーソンG・ベローアH・ベインズ | 5                              | DH                             | D・ジャスティス                | 左                             | C・オージェイS・アロマーJr.J・トーミB・ロバーツM・ウィリ · アムズO・ビスケルB・ジャイルズM・グリッソムM・ラミレスD・ジャスティス |
| 6                        | 三                       | C・リプケンJr.           | 右                       | S・カミニキーC・ホイルズR・パルメイロR・アロマーC・リプケンJr.M・ボーディックB・サーホフB・アンダーソンG・ベローアH・ベインズ | 6                              | 三                             | M・ウィリアムズ                | 右                             | C・オージェイS・アロマーJr.J・トーミB・ロバーツM・ウィリ · アムズO・ビスケルB・ジャイルズM・グリッソムM・ラミレスD・ジャスティス |
| 7                        | 左                       | B・サーホフ              | 左                       | S・カミニキーC・ホイルズR・パルメイロR・アロマーC・リプケンJr.M・ボーディックB・サーホフB・アンダーソンG・ベローアH・ベインズ | 7                              | 捕                             | S・アロマーJr.                 | 右                             | C・オージェイS・アロマーJr.J・トーミB・ロバーツM・ウィリ · アムズO・ビスケルB・ジャイルズM・グリッソムM・ラミレスD・ジャスティス |
| 8                        | 捕                       | C・ホイルズ              | 右                       | S・カミニキーC・ホイルズR・パルメイロR・アロマーC・リプケンJr.M・ボーディックB・サーホフB・アンダーソンG・ベローアH・ベインズ | 8                              | 左                             | B・ジャイルズ                  | 左                             | C・オージェイS・アロマーJr.J・トーミB・ロバーツM・ウィリ · アムズO・ビスケルB・ジャイルズM・グリッソムM・ラミレスD・ジャスティス |
| 9                        | 遊                       | M・ボーディック          | 右                       | S・カミニキーC・ホイルズR・パルメイロR・アロマーC・リプケンJr.M・ボーディックB・サーホフB・アンダーソンG・ベローアH・ベインズ | 9                              | 中                             | M・グリッソム                  | 右                             | C・オージェイS・アロマーJr.J・トーミB・ロバーツM・ウィリ · アムズO・ビスケルB・ジャイルズM・グリッソムM・ラミレスD・ジャスティス |
| 先発投手                 | 先発投手                 | 先発投手                 | 投球                     | S・カミニキーC・ホイルズR・パルメイロR・アロマーC・リプケンJr.M・ボーディックB・サーホフB・アンダーソンG・ベローアH・ベインズ | 先発投手                       | 先発投手                       | 先発投手                       | 投球                           | C・オージェイS・アロマーJr.J・トーミB・ロバーツM・ウィリ · アムズO・ビスケルB・ジャイルズM・グリッソムM・ラミレスD・ジャスティス |
| S・カミニキー            | S・カミニキー            | S・カミニキー            | 右                       | S・カミニキーC・ホイルズR・パルメイロR・アロマーC・リプケンJr.M・ボーディックB・サーホフB・アンダーソンG・ベローアH・ベインズ | C・オージェイ                  | C・オージェイ                  | C・オージェイ                  | 右                             | C・オージェイS・アロマーJr.J・トーミB・ロバーツM・ウィリ · アムズO・ビスケルB・ジャイルズM・グリッソムM・ラミレスD・ジャスティス |

### 第6戦 10月15日
- オリオール・パーク・アット・カムデン・ヤーズ（メリーランド州ボルチモア）

|                                | 1 | 2 | 3 | 4 | 5 | 6 | 7 | 8 | 9 | 10 | 11 | R | H  | E |
| ------------------------------ | - | - | - | - | - | - | - | - | - | -- | -- | - | -- | - |
| クリーブランド・インディアンス | 0 | 0 | 0 | 0 | 0 | 0 | 0 | 0 | 0 | 0  | 1  | 1 | 3  | 0 |
| ボルチモア・オリオールズ       | 0 | 0 | 0 | 0 | 0 | 0 | 0 | 0 | 0 | 0  | 0  | 0 | 10 | 0 |

1. 勝利：ブライアン・アンダーソン（1勝）
2. セーブ：ホセ・メサ（1勝2S）
3. 敗戦：アーマンド・ベニテス（2敗）
4. 本塁打
CLE：トニー・フェルナンデス1号ソロ
5. 審判
［球審］マイク・ライリー
［塁審］一塁: ジョー・ブリンクマン、二塁: ジム・ジョイス、三塁: ジョン・ハーシュベック
［外審］左翼: ダーウッド・メリル、右翼: ラリー・マッコイ
6. 試合開始時刻: 東部夏時間（UTC-4）午後4時17分  試合時間: 3時間52分  観客: 4万9075人  気温: 57°F（13.9°C）
詳細: MLB.com Gameday / Baseball-Reference.com

| クリーブランド・インディアンス | クリーブランド・インディアンス | クリーブランド・インディアンス | クリーブランド・インディアンス | クリーブランド・インディアンス | ボルチモア・オリオールズ | ボルチモア・オリオールズ | ボルチモア・オリオールズ | ボルチモア・オリオールズ | ボルチモア・オリオールズ |
| ------------------------------ | ------------------------------ | ------------------------------ | ------------------------------ | --- | ------------------------ | ------------------------ | ------------------------ | ------------------------ | --- |
| 打順                           | 守備                           | 選手                           | 打席                           | C・ナギーS・アロマーJr.J・トーミT・フェルナンデスM・ウィリ · アムズO・ビスケルB・ジャイルズM・グリッソムM・ラミレスD・ジャスティス | 打順                     | 守備                     | 選手                     | 打席                     | M・ムッシーナC・ホイルズR・パルメイロR・アロマーC・リプケンJr.M・ボーディックB・サーホフB・アンダーソンG・ベローアH・ベインズ |
| 1                              | 遊                             | O・ビスケル                    | 両                             | C・ナギーS・アロマーJr.J・トーミT・フェルナンデスM・ウィリ · アムズO・ビスケルB・ジャイルズM・グリッソムM・ラミレスD・ジャスティス | 1                        | 中                       | B・アンダーソン          | 左                       | M・ムッシーナC・ホイルズR・パルメイロR・アロマーC・リプケンJr.M・ボーディックB・サーホフB・アンダーソンG・ベローアH・ベインズ |
| 2                              | 二                             | T・フェルナンデス              | 両                             | C・ナギーS・アロマーJr.J・トーミT・フェルナンデスM・ウィリ · アムズO・ビスケルB・ジャイルズM・グリッソムM・ラミレスD・ジャスティス | 2                        | 二                       | R・アロマー              | 両                       | M・ムッシーナC・ホイルズR・パルメイロR・アロマーC・リプケンJr.M・ボーディックB・サーホフB・アンダーソンG・ベローアH・ベインズ |
| 3                              | 右                             | M・ラミレス                    | 右                             | C・ナギーS・アロマーJr.J・トーミT・フェルナンデスM・ウィリ · アムズO・ビスケルB・ジャイルズM・グリッソムM・ラミレスD・ジャスティス | 3                        | 右                       | G・ベローア              | 右                       | M・ムッシーナC・ホイルズR・パルメイロR・アロマーC・リプケンJr.M・ボーディックB・サーホフB・アンダーソンG・ベローアH・ベインズ |
| 4                              | DH                             | D・ジャスティス                | 左                             | C・ナギーS・アロマーJr.J・トーミT・フェルナンデスM・ウィリ · アムズO・ビスケルB・ジャイルズM・グリッソムM・ラミレスD・ジャスティス | 4                        | DH                       | H・ベインズ              | 左                       | M・ムッシーナC・ホイルズR・パルメイロR・アロマーC・リプケンJr.M・ボーディックB・サーホフB・アンダーソンG・ベローアH・ベインズ |
| 5                              | 三                             | M・ウィリアムズ                | 右                             | C・ナギーS・アロマーJr.J・トーミT・フェルナンデスM・ウィリ · アムズO・ビスケルB・ジャイルズM・グリッソムM・ラミレスD・ジャスティス | 5                        | 一                       | R・パルメイロ            | 左                       | M・ムッシーナC・ホイルズR・パルメイロR・アロマーC・リプケンJr.M・ボーディックB・サーホフB・アンダーソンG・ベローアH・ベインズ |
| 6                              | 一                             | J・トーミ                      | 左                             | C・ナギーS・アロマーJr.J・トーミT・フェルナンデスM・ウィリ · アムズO・ビスケルB・ジャイルズM・グリッソムM・ラミレスD・ジャスティス | 6                        | 三                       | C・リプケンJr.           | 右                       | M・ムッシーナC・ホイルズR・パルメイロR・アロマーC・リプケンJr.M・ボーディックB・サーホフB・アンダーソンG・ベローアH・ベインズ |
| 7                              | 捕                             | S・アロマーJr.                 | 右                             | C・ナギーS・アロマーJr.J・トーミT・フェルナンデスM・ウィリ · アムズO・ビスケルB・ジャイルズM・グリッソムM・ラミレスD・ジャスティス | 7                        | 左                       | B・サーホフ              | 左                       | M・ムッシーナC・ホイルズR・パルメイロR・アロマーC・リプケンJr.M・ボーディックB・サーホフB・アンダーソンG・ベローアH・ベインズ |
| 8                              | 左                             | B・ジャイルズ                  | 左                             | C・ナギーS・アロマーJr.J・トーミT・フェルナンデスM・ウィリ · アムズO・ビスケルB・ジャイルズM・グリッソムM・ラミレスD・ジャスティス | 8                        | 捕                       | C・ホイルズ              | 右                       | M・ムッシーナC・ホイルズR・パルメイロR・アロマーC・リプケンJr.M・ボーディックB・サーホフB・アンダーソンG・ベローアH・ベインズ |
| 9                              | 中                             | M・グリッソム                  | 右                             | C・ナギーS・アロマーJr.J・トーミT・フェルナンデスM・ウィリ · アムズO・ビスケルB・ジャイルズM・グリッソムM・ラミレスD・ジャスティス | 9                        | 遊                       | M・ボーディック          | 右                       | M・ムッシーナC・ホイルズR・パルメイロR・アロマーC・リプケンJr.M・ボーディックB・サーホフB・アンダーソンG・ベローアH・ベインズ |
| 先発投手                       | 先発投手                       | 先発投手                       | 投球                           | C・ナギーS・アロマーJr.J・トーミT・フェルナンデスM・ウィリ · アムズO・ビスケルB・ジャイルズM・グリッソムM・ラミレスD・ジャスティス | 先発投手                 | 先発投手                 | 先発投手                 | 投球                     | M・ムッシーナC・ホイルズR・パルメイロR・アロマーC・リプケンJr.M・ボーディックB・サーホフB・アンダーソンG・ベローアH・ベインズ |
| C・ナギー                      | C・ナギー                      | C・ナギー                      | 右                             | C・ナギーS・アロマーJr.J・トーミT・フェルナンデスM・ウィリ · アムズO・ビスケルB・ジャイルズM・グリッソムM・ラミレスD・ジャスティス | M・ムッシーナ            | M・ムッシーナ            | M・ムッシーナ            | 右                       | M・ムッシーナC・ホイルズR・パルメイロR・アロマーC・リプケンJr.M・ボーディックB・サーホフB・アンダーソンG・ベローアH・ベインズ |

## 評価
『ハードボール・タイムズ』のクリス・ジャフは2011年10月、歴代のポストシーズン各シリーズについて、面白さの数値化を試みた。「1点差試合は3ポイント、1－0の試合ならさらに1ポイント」「サヨナラゲームは10ポイント、サヨナラが本塁打によるものならさらに5ポイント」「7試合制のシリーズが最終戦までもつれれば15ポイント」などというように、試合経過やシリーズの展開が一定の条件を満たすのに応じてポイントを付与することで、主観的ではなく定量的な評価を行った。その結果、その年の両リーグ優勝決定戦まで全262シリーズの平均が45ポイントのところ、今シリーズは110.8ポイントを獲得した。これは全シリーズ中10位、リーグ優勝決定戦に限れば5位の高得点だった。